# Kanye
Kanye är en stad i södra Botswana, och är den administrativa huvudorten för distriktet Southern.